# Rat Burana
Pour les articles homonymes, voir Burana.
Rat Burana est l’un des 50 khets de Bangkok, Thaïlande.

## Points d'intérêt
- Pont Rama IX